# Staré Smrkovice
Staré Smrkovice jsou obec v okrese Jičín v Královéhradeckém kraji. Žije v ní 258 obyvatel.

## Historie
První písemná zmínka o vesnici pochází z roku 1347.

## Přírodní poměry
Vesnice stojí ve Východolabské tabuli. Podél jejího východního okraje protéká říčka Javorka, jejíž tok je zde součástí přírodní památky Javorka a Cidlina – Sběř. v západním cípu katastrálního území se nachází přírodní památka Rybník Smrkovák.

## Obyvatelstvo
| Rok            | 1869 | 1880 | 1890 | 1900 | 1910 | 1921 | 1930 | 1950 | 1961 | 1970 | 1980 | 1991 | 2001 | 2011 | 2021 |
| -------------- | ---- | ---- | ---- | ---- | ---- | ---- | ---- | ---- | ---- | ---- | ---- | ---- | ---- | ---- | ---- |
| Počet obyvatel | 733  | 705  | 713  | 674  | 731  | 638  | 608  | 423  | 357  | 319  | 259  | 221  | 228  | 257  | 246  |
| Počet domů     | 98   | 105  | 109  | 111  | 119  | 124  | 132  | 135  | 120  | 115  | 96   | 127  | 127  | 126  | 101  |

## Obecní správa
V letech 1961–1990 k obci patřily Nevratice.

### Obecní symboly
Znak a vlajka byly obci uděleny rozhodnutím předsedkyně Poslanecké sněmovny Parlamentu České republiky dne 26. května 2011.

## Pamětihodnosti
- Pomník Rudé armády u obecního lesa Smrkovec

## Osobnosti
- Cyril Mach (1888–1945), učitel a společenský pracovník
- Vlasta Prachatická (1929–2022), česká sochařka